# Глазанова
Глазанова — деревня в Устьянском районе Архангельской области.

## География
Находится в южной части Архангельской области на расстоянии приблизительно 16 км на юг-юго-восток по прямой от административного центра района поселка Октябрьский.

## История
В 1859 году здесь (деревня Вельского уезда Вологодской губернии) было учтено 19 дворов. До 2022 года входила в Малодорское сельское поселение до его упразднения.

## Население
Численность населения: 128 человек (1859 год), 66 (русские 97 %) в 2002 году, 43 в 2010.